# Erich Salomon
Pour les articles homonymes, voir Salomon.
Erich Salomon est un photographe et photo-journaliste allemand, né le 28 avril 1886 à Berlin et mort 7 juillet 1944 au camp d’extermination d’Auschwitz-Birkenau.
Connu pour ses photographies dans les milieux diplomatiques et ses méthodes originales de prise de vue, il est considéré comme « le père du photojournalisme moderne ».

## Biographie
Après des études d’ingénieur, Erich Salomon travaille pour la publicité chez Ullstein Verlag à Berlin ; c’est dans cette agence de presse qu’il apprend la photographie en 1927.
Considéré comme le père du photo-reportage, Erich Salomon s’immisce dans les réunions politiques pour réaliser des photographies. Il est  « le premier à s’affranchir des codes de la photographie officielle posée », grâce à de petits appareils comme le Ermanox ou le Leica qui lui permettent de se faufiler dans les coulisses de la vie politique, mondaine et artistique de l’époque. Il sera surnommé « le roi des indiscrets ».
Menacé par l'accession d'Hitler au pouvoir, il fuit l'Allemagne avec sa famille et se réfugie aux Pays-Bas, à La Haye, où il poursuit sa carrière photographique. Il refuse la proposition de Life de partir travailler aux Etats-Unis. Pris au piège de l'invasion allemande des Pays-Bas en 1940, il est emprisonné avec sa famille au camp de Westerbrock puis déporté camp de concentration de Theresienstadt. Erich Salomon meurt au camp d’extermination d’Auschwitz en 1944.
Le prix Erich-Salomon, créé en 1971, récompense des organes de presse ou des photographes, pour « une pratique remarquable du photojournalisme ». Il est décerné annuellement par la Société allemande de photographie.

## Expositions
Liste non exhaustive
- 8 octobre - 19 décembre 2004 : Erich Salomon, un photographe en smoking dans les années trente, Musée d’Art moderne et contemporain de Strasbourg[3].
- décembre 2008 - janvier 2009 : Erich Salomon, le roi des indiscrets.1928-1938. Hôtel de Sully. Paris[4].